# The Body Shop
Body Shop är en brittisk kedja av affärer som säljer kosmetika.

## Historia
Företaget The Body Shop grundades av brittiskan Anita Roddick och hennes make, den första butiken öppnade 27 mars 1976 i Brighton, Storbritannien.
I mars 2006 köptes The Body Shop upp av det franska kosmetikaföretaget L'Oreal för 652 miljoner pund. The Body Shops huvudkontor ligger idag[när?] i Littlehampton, West Sussex, Storbritannien. I slutet av 2017 köptes The Body Shop från L'Oréal av det brasilianska märket Natura & Co. I november 2023 sålde Natura företaget vidare till investeringsbolaget Aurelius Group.
I februari 2024 ansökte The Body Shop UK om konkurs, efterföljt av konkursansökningar för företaget över hela världen.

## Produkter
Företaget är känt för sin affärsidé att sälja produkter som inte testats på djur, i återvinningsbara förpackningar, samt med inköp för att stödja fattiga producenter i tredje världen. 2009 slutade företaget att använda sig av konsumentplastkassar.
The Body Shop marknadsför ofta sk. limited editions av utvalda produktserier, till förmån för välgörenhet såsom HIV-prevention, WWF:s och Unicefs arbete etc. många av råvarorna i produkterna, särskilt oljan i kosmetikan, är inköpt via Community Trade (liknande Fairtrade, Rättvisemärkt) där arbetarna får rättvis lön och garanteras sjukvård och fri skolgång till barnen.
Sedan 2007 är de flesta av The Body Shops produkter vegetabiliska, men ännu innehåller ett fåtal bivax och/eller gelatin. Dessa produkter är dock märkta.
En mätning gjord av Response Analysis med hjälp av mystery shoppers rankade The Body Shop som Norges bästa butikskedja i service år 2009. I undersökningen ingick 4 320 butiker, The Body Shop lyckades få med tre stycken butiker bland de tio bästa.